# Aperam
Aperam S.A. er en belgisk producent af rustfrit stål og specialstål. Virksomheden blev etableret i 2011, efter at den blev udskilt fra ArcelorMittal, hvorefter de havde en markedsandel på 27 % i rustfrit stål.